# Petrovice u Sušice
Petrovice u Sušice település Csehországban, a Klatovyi járásban. Petrovice u Sušice Hlavňovice, Hartmanice, Mokrosuky, Sušice, Velhartice és Hrádek településekkel határos. Lakosainak száma 637 fő (2024. január 1.).

## Népesség
A település lakosságának változását az alábbi diagram mutatja:
| Lakosok száma | 1933 | 1876 | 1764 | 1043 | 820  | 580  | 617  | 633  | 607  | 637  |
|               | 1869 | 1900 | 1921 | 1961 | 1980 | 2011 | 2016 | 2019 | 2021 | 2024 |